# Harold Ernest Robinson
Harold Ernest Robinson (Syracuse, Nova Iorque, 1932) é um botânico e entomologista norteamericano.